# Línea de precios
En Economía, una línea de precios' es una expresión geométrica que indica el conjunto de valores monetarios (precios) que un consumidor esté en capacidad de adquirir.
En otras palabras, la Línea de Precios o del presupuesto, llamada también de la restricción presupuestaria o de la oportunidad (poder) de compra es la diagonal geométrica que atraviesa el mapa de indiferencia, regularmente de izquierda a derecha en sentido descendente y totalmente lineal. Expresa las distintas oportunidades o posibilidades (combinaciones) que posee el consumidor de adquirir bienes "X" e "Y", dado el ingreso disponible (renta) que posee el consumidor para el periodo determinado de consumo, a los precios vigentes analizados en el mercado.
También se le llama de la restricción al consumo, dado que limita la posibilidad de adquirir bienes exactamente hasta donde lo permite su ingreso. Es decir, enfrenta al individuo a la realidad. Define lo que es posible, dadas las condiciones objetivas en que actúa: Ingreso y precios.

## Modificaciones que puede sufrir la Línea de precios
La Línea de Precios puede sufrir modificaciones, de acuerdo a los cambios en las variables que la determinan:
- Los precios permanecen constantes pero el Ingreso varía.
- La renta permanece constante, pero el precio de uno de los bienes varía.